# ضغط عالي

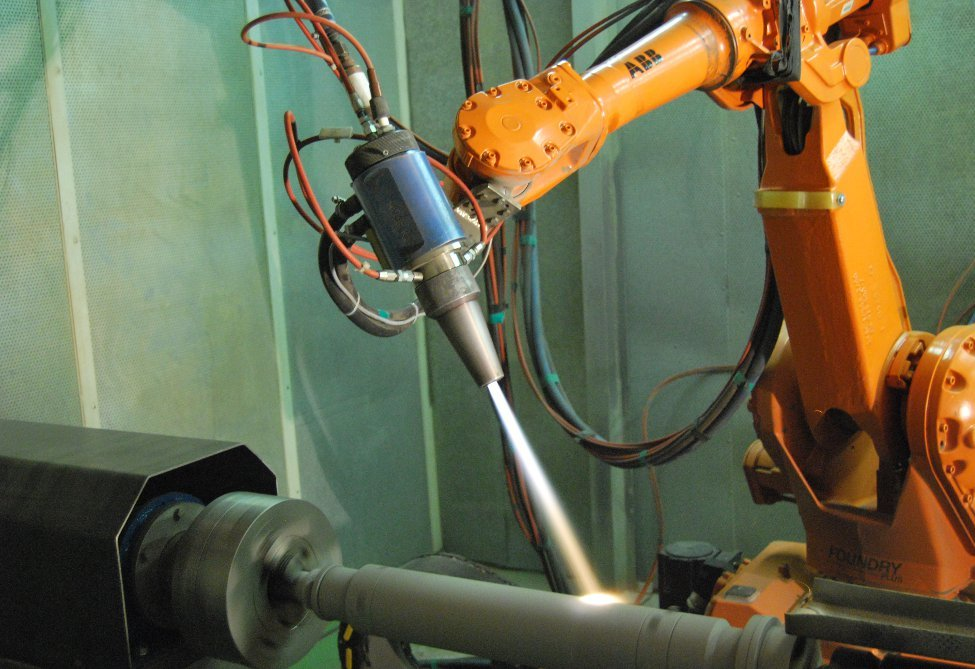
آلة تقوم بضغط الماء إلى عدة آلاف من الكيلوبارات.

في العلوم والهندسة، تفحص دراسة الضغط العالي آثاره على المواد وتصميم وبناء الأجهزة، مثل خلية سندان الماس، والتي يمكن أن تخلق ضغطًا مرتفعًا. يعني الضغط المرتفع عادةً ضغوطًا بآلاف (كيلوبارات) أو ملايين (ميغا بار) مرات الضغط الجوي (حوالي 1 بار أو 100000 باسكال).